# Isopterygiopsis alpicola
Isopterygiopsis alpicola là một loài Rêu trong họ Plagiotheciaceae. Loài này được (Lindb. ex Lindb. & Arnell) Hedenas miêu tả khoa học đầu tiên năm 1988.